# Понъю (приток Чикшины)
Понъю (коми собачья река) — река в России, протекает в Республике Коми по территории Печерского района. Устье реки находится в 116 км по левому берегу реки Чикшина. Длина реки составляет 10 км. В 1 км от устья, по правому берегу реки впадает река Нижний Лунвож.

## Данные водного реестра
По данным государственного водного реестра России относится к Двинско-Печорскому бассейновому округу, водохозяйственный участок реки — Печора от водомерного поста у посёлка Шердино до впадения реки Уса, речной подбассейн реки — бассейны притоков Печоры до впадения Усы. Речной бассейн реки — Печора.
Код объекта в государственном водном реестре — 03050100212103000064082.